# Consistencia empresarial
CONSISTENCIA EMPRESARIAL
Consistencia Empresarial es un concepto amplio que puede aglutinar diferentes variables y perspectivas, y que trata de valorar la fiabilidad, seguridad y confianza que puede transmitir una empresa hacia el entorno y los mercados en los que opera. Para valorar la Consistencia entran en juego diversos aspectos, como la estructura y presencia física, la imagen corporativa, o la coherencia en la gestión. A continuación se analiza esté término desde tres dimensiones o acepciones distintas
1.-CONSISTENCIA A TRAVÉS DE LOS VALORES TANGIBLES DE LA EMPRESA: LA ESTRUCTURA FÍSICA Y ORGANIZATIVA
Una primera acepción sería interpretar consistencia en el sentido de la solidez y fiabilidad que pueda transmitir la “presencia física” de una organización. Frente a la creciente “virtualización” de las compañías, se trataría de consolidar una empresa con estructura física estable y representativa, con notoriedad en diferentes ámbitos y mercados, y con una estructura organizativa y operativa eficaz y eficiente, que de respuesta satisfactoria a las necesidades de los clientes externos e internos. En definitiva, una empresa que no sea humo, con buenos cimientos pero también óptimos procedimientos, que aporte la presencia suficiente para transmitir seguridad y confianza a los mercados, tan apreciada en estos tiempos de crisis.
Ciñéndonos al aspecto físico, es indudable que en el mundo de los negocios también funciona lo de que “la primera impresión es la que cuenta”. Las empresas se preocupan de disponer de edificios e instalaciones representativas como primera contribución a su imagen corporativa. Incluso multinacionales que basan su funcionamiento en la atención y venta por vía telefónica e Internet, han decidido aumentar su estructura física (oficinas de atención presencial, puntos de venta presenciales, anuncios televisivos mostrando sus mayestáticas sedes sociales…) para hacerse más reales a los ojos de los ciudadanos consumidores.
Grandes compañías se han afanado en crear nuevas y modernas ciudades corporativas, tratando así de transmitir imagen de poder y modernidad, y aunando la representatividad de sus instalaciones con la operatividad de las mismas.
Es evidente que la presencia física de las organizaciones denota diferenciación, transmite confianza y en definitiva consistencia. La gente valora estas circunstancias cuando acude a centros comerciales, gimnasios, hospitales o tiene que decidir donde pasar al menos 4 o 5 años de su vida cursando estudios universitarios.
Debe estar claramente aparejada la representatividad de la estructura física con la eficaz y eficiente estructura organizativa y operativa. Una compañía no puede ser solo fachada.
Podemos ilustrar esta idea refiriéndonos a los equipos de fútbol; la representatividad de su estadio tiene una contribución y una relación directa con la percepción de prestigio de ese club, pero indudablemente no garantiza los éxitos deportivos.
2.-CONSISTENCIA A TRAVÉS DE LOS VALORES INTANGIBLES DE LA EMPRESA
Como se ha mencionado en el anterior punto, una organización es consistente si se asienta sobre unos sólidos cimientos, y curiosamente estos cimientos pueden ser aspectos tradicionalmente considerados como valores intangibles de la empresa: reputación e imagen corporativa, marcas, cartera de clientes, capital intelectual.
Estos valores son de por sí capacidades distintivas. Una empresa será consistente si cuenta con una buena imagen pública o social y tiene notoriedad, dispone de marcas fuertes y de prestigio, cuenta con clientes fieles y rentables, y con unos empleados capacitados y motivados que aportan valores e ideas.
3.- CONSISTENCIA A TRAVÉS DE UNA “GESTIÓN COHERENTE”
Otra interpretación es considerar consistencia como la cualidad que poseen diversas acciones o elementos para combinarse adecuadamente y potenciar en conjunto sus efectos.
Aplicado al ámbito empresarial, supone aglutinar un conjunto de acciones, procedimientos y recursos que proporcionan un aprendizaje continuo, que sirve para incrementar la eficiencia y eficacia en las actividades y operaciones de la empresa. Se corresponde esta postura con la aplicación de un sistema de dirección empresarial coherente, consecuente y firme, sin confundir firmeza con rigidez o conservadurismo.
Se trata de ser coherentes y consecuentes con los valores culturales y éticos de la empresa, en las relaciones con el entorno, con los planteamientos estratégicos y por supuesto con las personas vinculadas o partícipes en la organización. Todos estos aspectos engranan dentro de la responsabilidad corporativa de cada organización.
- Datos: Q5784244